# Myanmar
Myanmar, officielt Myanmar-unionens republik (burmesisk: ပြည်ထောင် စု သမ္မတ မြန်မာနိုင်ငံတော်, tr. Pyidaunzu Thanmăda Myăma Nainngandaw [pjìdàʊɴzṵ θàɴməda̰ mjəmà nàɪɴŋàɴdɔ]), tidligere kaldet Burma; tidligere officielt: "Unionen Myanmar" og før det: "Unionen Burma", er en forbundsstat eller union i Sydøstasien med grænser mod Bangladesh og Indien i vest, Kina i nordøst, Laos i øst og Thailand i sydøst. Landet har over 2.000 km kystlinje mod Andamanhavet og Bengalbugten. Siden 1962 er Myanmar reelt blevet regeret af en militærjunta først under ledelse af Ne Win gennem 26 år og efter et kortvarigt umiddelbart demokratisk mellemspil omkring 1990, med et demokratisk parlamentsvalg som efterfølgende blev undertrykt af landets militære ledelse, hvor militærjuntaen siden 1992 er blevet ledet af General Than Shwe. I hele denne periode har militærjuntaen været under stærk international kritik, men styret har haft succes med at navigere rundt på den storpolitiske scene under foregivelse af en form for uafhængighed og neutralitet, omend det har indebåret en stadig voksende afhængighed af Kina.
Myanmar blev medlem af ASEAN i 1998.
Hovedstaden blev flyttet til Naypyidaw (0,9 mio. indbyggere) fra Yangon (5,4 mio. indbyggere) (tidligere Rangoon) d. 7. november 2005..
Fra 2015 blev landet demokratisk styret under ledelse af Aung San Suu Kyi i samarbejde med militæret indtil den 1. februar 2021, hvor der gennemførtes endnu et militærkup, og Aung San Suu Kyi igen blev anholdt. Der blev indført undtagelsestilstand i 1 år.

## Befolkning
I 2016 har man estimeret at 52.890.000 indbyggere bor i Myanmar svarende til 0,7% af klodens befolkning.
- Befolkningsvækst: 1 % (2011 skøn)
- Forv. levealder: 65 år (2011 skøn)
- Spædbørnsdødelighed: 49 per tusind (2011)
- Alfabetisering: 83,1 % (1995)
- Sprog: Burmesisk (70 %), mindretalssprog: engelsk (handelssprog)
- Religion: Buddhisme (89 %), kristendom (4 %), islam (4 %), stammereligioner og andre (3 %) Store dele af de etniske minoriteter kristne eller muslimer eller stammereligioner.

Burmaner betegner en etnicitet, og burmeser er betegnelsen for alle indbyggere i Myanmar. De etniske minoriteter kaldes derfor ofte ikke-burmanere.
Hovedstaden blev flyttet til Naypyidaw (0,9 mio. indbyggere) fra Yangon (5,4 mio. indbyggere) (tidligere Rangoon) d. 7. november 2005.. Øvrige store byer inkluderer: Mandalay 600.000, Mawlamyine (Mulmein) 225.000, Bago (Pegu) 170.000 og Pathein (Bassein) 150.000.

### Etnicitet
Det findes mere end hundrede etniske grupper og undergrupper i Myanmar, hvoraf de 10 mest folkerige er: Etniske burmanere (som udgør ca. 68% af befolkningen), efterfulgt af shan-, karen-, chin-, kachin-, karenni-, mon-, arakan-, rohingya-, og wa-folkene.

#### Rohingya-krisen
Myanmars styre har i mange år været kritiseret for at nægte rohingya-mindretallet en række grundlæggende rettigheder. Rohingya-mindretallet har bl.a. ikke adgang til at blive statsborgere i Myanmar, da regeringen ikke anerkender dem officielt som følge af, at de fortrinsvis er indvandret illegalt efter 2. verdenskrig. Det internationale samfund har adskillige gange forsøgt at adressere rohingya-problematikken, men Myanmars regering anerkender ikke problematikken som værende et brud på grundlæggende menneskerettigheder men forklarer sig med, at det internationale samfund misforstår Myanmar.
Efter, at den muslimske rohingya-terrororganisation ARSA havde udført massakre på to hindulandsbyer, slog det myanmarske militær hårdt ned på rohingyaerne. Dette blev stærkt kritiseret af det internationale samfund for at ramme hovedsagelig uskyldige og fordrive langt størstedelen af rohingyaerne.
Den Internationale Domstol under FN besluttede i januar 2020, at Myanmar skal beskytte rohingya-mindretallet og hindre, at militæret begår folkedrab. Domstolen fastslog samtidig, at den har bemyndigelse til at dømme i sagen om folkedrab på rohingya-folket i Myanmar. Før krisen var der omkring en million rohingyaer i Myanmar, de udgjorde den største muslimske gruppe i landet. De har eget sprog og kultur og mener, at stamme fra arabiske handelsrejsende. Mindst 6.700 rohingyaer, heraf 730 børn, blev dræbt i månederne efter volden udbrød i 2017 og mindst 288 landsbyer blev helt eller delvist ødelagt. Omkring 730.000 rohingyaer blev i den forbindelse sendt på flugt fra Myanmar til Bangladesh. Ifølge Amnesty International var der anslået stadig omkring 600.000 rohingyaer i delstaten Rakhine, som rutinemæssigt og systematisk nægtes basale rettigheder. Det var det overvejende muslimske Gambia, der rejste sagen ved FN-domstolen. Gambia beskyldte Myanmar for at begå folkedrab på rohingyaer i henhold til en konvention fra 1948.
USA afgjorde formelt i marts 2022, at Myanmars militær begik folkedrab og forbrydelser mod menneskeheden under aktioner mod rohingyaerne. FNs domstol i Haag slog under en høring i juli 2022 fast – trods flere indsigelser mod, at sagen om massemord på rohingya-mindretallet i landet skulle fortsætte – at Myanmar skulle holdes ansvarlige for deres drab på folk fra det muslimske rohingya-mindretal og samtidig undgå lignende blodsudgydelser i fremtiden.

#### Danmarks økonomiske bidrag til Myanmar
Danmark sendte i 2014 120 millioner DKK til Myanmar i ulandsbistand, og i 2013 udgjorde dette beløb 105 millioner DKK.

#### Nedenstående viser den etniske fordeling i Myanmar
- 68 % burmaner,
- 9 % shan (en slags tai) Shan Staten.
- 7 % karen, flere grupper (nogle kristne), i Karen staten og Kayah Staten og flere andre steder.
- 3,5 % rohingya (muslimer) i Arakan Staten
- 2,5 % chin mange undergrupper; nogle kristne i Chin Staten
- 2 % mon-folket (en) mest buddhisme i Mon Staten
- 1,5 % kachin i Kachin Staten.
- 1 % kinesere
- 0,8 % kayah

## Historie
Det centrale Burma var et uafhængigt rige i 1800-tallet frem til det blev indlemmet i det Britiske imperium og underlagt Indien i 1886. Japan besatte landet under anden verdenskrig, men Storbritannien tog det tilbage i 1945. Landet blev uafhængigt i 1948 som Unionen Burma med U Nu som statsminister. Med et militærkup i 1962 ledet af general Ne Win endte det demokratiske Burma. Ne Win ledede landet i 26 år, men i 1990 blev demokratiske valg gennemført. Aung San Suu Kyi og hendes parti NLD vandt valget suverænt, men militærregimet nægtede at opgive magten og styrer fortsat landet med jernhånd.
I 1989 ændrede regimet landets officielle engelske navn fra "the Union of Burma" til "the Union of Myanmar", hvilket efterfølgende blev anerkendt af FN. Samtidig blev navnene på mange byer ændret som fx hovedstaden, som fik ændret navn fra Rangoon til Yangon. Navneskiftet fra "Burma" til "Myanmar" er omstridt af oppositionen i landet og af flere vestlige lande. USA og Storbritannien anerkender ikke navnet Myanmar, de bruger stadig det tidligere navn, Burma.
I november 2005 annoncerede militærjuntaen, at landets hovedstad skulle flyttes fra Yangon til Pyinmana, som betyder: Den Kongelige Hovedstad.
I 2010 afholdtes valg og i 2012 løsnede militærjuntaen grebet efter fem årtier med militærdiktatur. I 2015 vandt Aung San Suu Kyis politiske parti NLD (forkortelse for Nationalligaen for demokrati) en jordskredssejr ved valget og blev første civile regering i årtier.
Den 1. februar 2021 tog militæret magten ved et statskup, hvor den demokratisk valgte leder Aung San Suu Kyi blev anholdt og sat i husarrest.

## Administrativ inddeling
Myanmar er inddelt i et unionsterritorium, syv delstater og syv regioner (regionerne blev kaldt divisioner frem til 2008). Delstaterne falder stort set sammen med de områder, hvis befolkning tilhører etniske minoriteter. Undertiden angives delstaten Shan samt regionen Bago som værende opdelt i mindre enheder (Nordlige, sydlige og østlige Shan, samt vestlige og østlige Bago).

### Unionsterritorium
- Naypyidaw

### Delstater
- Karen
- Kachin
- Kayah
- Chin
- Mon
- Rakhine
- Shan

### Regioner
- Ayeyarwady
- Bago
- Magway
- Mandalay
- Rangoon
- Sagaing
- Taninthayi

## Politik
Myanmar har været under militærstyre siden 1962. Landet er blevet ledet af Than Shwe siden 23. april 1992. Næsten alle ministrene har militær rang. Udenlandske sanktioner mod militærstyret har kun haft lille effekt på grund af smuthuller i sanktionene.
Regimet er anklaget for ikke at respektere menneskerettighedene. Modstand og politisk opposition mod regimet bliver ikke tolereret. Der blev godt nok afholdt frie valg i 1990 kort efter opstanden i 1988. Ved valget blev Aung San Suu Kyi valgt som statsminister, men militæret nægtede hende at tiltræde stillingen. Hun har flere gange været sat i husarrest. Hun har nu (januar 2007) siddet i husarrest siden maj 2003. Siden slutningen af 1980'erne har hun siddet i husarrest eller fængsel i alt elleve år.
I 2005 blev der udgivet to fyldige rapporter om de vanskelige forhold for Myanmars over hundrede forskellige etniske minoriteter. Den britiske menneskerettighedsforsker Guy Horton udgav i maj en 600 sider tyk rapport: Dying Alive, som bl.a. kortlægger talrige og systematiske overgreb mod minoriteter, som lever på flugt fra regeringssoldater i grænseområderne mod Thailand. Denne rapport dannede delvist grundlag for en anden vigtig rapport fra Václav Havel og biskop Desmond Tutu. Tilsammen bidrog disse rapporter til at Myanmar for første gang blev formelt diskuteret i FN's sikkerhedsråd efteråret 2005. Der blev i øvrigt ikke vedtaget nogen FN-resolution over for militærjuntaen.
I 2007 udbrød der nye protester i første omgang pga. en annonceret prisstigning på benzin, men sidenhen udviklede de sig til demonstrationer for demokrati. Efter fem dages tøven fra juntaens side blev der slået hårdt ned på dem, der trodsede udgangsforbuddet. Juntaen fik hurtigt og effektivt neutraliseret det uvæbnede oprør, men en hel verden fik øjnene op for, hvordan regimet undertrykte befolkningen.
I 2008 gjorde orkanen Nargis sit indtog, og især Irrawaddydeltaet blev hårdt ramt, da deltaet ligger lavt i forhold til havets overflade. Juntaen nægtede internationale hjælpeorganisationer adgang til området til trods for, at de ikke selv havde de fornødne midler til at håndtere situationen.

## Militær
Myanmars militær, officielt kendt som Tatmadaw (Burmesisk: တပ္‌မေတာ္‌; [taʔmədɔ̀]?), er det officielle militær i landet Myanmar. Totalt udgør landets forsvarsstyrker 428.000, hvilket er 12. højeste i verden.
Landets militær er normalt organiseret i tre våbengrene: hæren, flyvevåbnet og flåden.

### Hæren
Hæren (Tatmadaw Kyee) får størstedelen af forsvarsmidlerne. Den er organiseret i regimenter og bataljoner. Den har spillet en stor rolle ved at nedkæmpe de oprør, som har forekommet i landet. Generelt anses den for at være relativt velfinansieret og veltrænet sammenlignet med andre lande i Sydøstasien. Hæren menes at være ca 400.000 mand stor. Det skal dog noteres, at ikke alt personel er over 15 år. Majoriteten af bataljonerne udgøres af let infanteri. Oftest anses den taktiske doktrin at gavne disse, hvorfor panser og artilleri ses som understøttelsesvåben. Meget af materialet er købt fra Kina, fx kampvognen WZ120 (type-69) eller fra Indien. Man har tillige T-72S, Type-59D og Type-63 (amfibie). Myanmars almindeligste APC er den licensbyggede BTR-3. Myanmar har gennem årene købt store mængder gammelt materiel fra både vest og øst, især gennem Storbritannien, men tillige Israel og Rusland.
Den meste af luftforsvaret bygger på gammelt sovjetisk materiel i form af raketter men også kinesiske kanoner. Det kan noteres, at de også har svensk materiel i form af Grg m/48, som solgtes i 1983. Selv om Sverige ikke længere sælger ammunition, får landet den fra anden side.
Det almindeligste gevær holder kaliber 5.56 mm mod den tidligere 7.62 mm og er enten licensproducerede Galil eller kopier af HK33, G3.
Hæren har lav kryptologisk standard. Almindelige radiosystemer er TRA-906, TRA-3, XD-D6M, PRC-6, 9 og 10. Men de anvender tillige moderne frekvensskifte-udrustning.

### Flyvevåbnet
Flyvevåbnet er relativt beskedent og har meget få kampfly. De fly, som er almindelige, er jordangrebs- og overvågningsfly. De fleste er i dag kinesiske. Man har fx gamle Chengdu Jian-7, Mig-29 og G-4 Super Galeb fly; overvågningsfly: Pilatus PC-7 og BN-2 Islander. Totalt findes ca. 10-tal større flyvepladser (1800 m). Kun tre er længere end 2500 m.

### Flåden
Flåden har som primær rolle at bevogte kysten og floderne. De har forsøgt at købe men også bygget meget moderne skibe for disse opgaver. Mange af de nyere skibe er bygget i Kina eller med kinesisk hjælp. Som eksempel kan nævnes de 50 meter lange hurtige patruljebåde med blandt andet 2-dobbelte 40 mm Bofors-kanoner, 2-dobbelte 57 mm og 4-dobbelte 25 mm kanoner, minestrygningsudstyr og dybvandsbomber. De har tillige missilbevæbnede både.
I dag må Myanmars flåde anses som en brownwater-flåde nær en greenwater-flådes kapacitet. Et problem for flåden er flyvevåbenets begrænsede kapacitet. Det skal dog bemærkes, at flåden forsøger at få bluewater-kapacitet.

### Atomvåben
I 2010 meddeltes det, at Myanmar med Nordkoreas hjælp forsøger at udvikle atomvåben.

## Kendte personer
Af kendte personer fra Myanmar i 1900-tallet kommer man ikke uden om frihedskæmperen Aung San og hans datter, vinder af Nobels fredspris i 1991, Aung San Suu Kyi som sad i husarrest i Yangon frem til den 13. november 2010, hvor det myanmarske diktaturregime løslod hende. Ved endnu et militærkup 1. februar 2021 arresteredes Aung San Suu Kyi på ny.
Burmeseren U Thant var generalsekretær i FN fra 1961 til 1971.
Også forfatteren Eric Arthur Blair bør nævnes, bedre kendt under pseudonymet George Orwell. Som ung var han britisk politimand i Myanmar. Erfaringerne herfra fortæller han om bl.a. i bogen Burma dage (Burmese Days).

## Presse
Burmesiske medier og presse er kontrolleret og censureret af militærstyret, hvorfor befolkningen ikke har fuld adgang til en fri presse.
Democratic Voice of Burma, DVB, er en non-profit organisation, med hovedkontor i Chiang Mai, Thailand, der dagligt sender nyheder gennem radio, tv og Internet til såvel beboere i Burma som folk i eksil. Organisationen startede i 1992 med kortbølgetransmission fra et nyhedsstudie i Oslo, Norge, siden 2005 transmitteres via satellit. DVB består at et netværk af journalister, såvel i landene omkring, som internt i Burma, sidstnævnte kan risikere straf ("livet") for at indsamle kritiske nyheder.

## Økonomi
Flere burmesiske menneskerettighedsorganisationer stiller sig negative til dagens turisme, som støtter og giver indtægter til regimet. Mange vil undskylde sig med, at man støtter befolkningen ved at rejse dertil, men i virkeligheden er det umuligt at foretage nogen som helst handel uden at have meget nære forbindelser med regimet.
Myanmar er rigt på naturressourcer som teaktræ, olie, naturgas, metal, ædelsten og mineraler.
Landet er også blandt verdens to største producenter af opium, og narkotikahandelen er stigende.
Omkring 70% af Myanmars befolkning er uden elektricitet i 2018, og for de resterende 30% var prisen relativ høj, 0,1275 USD (ca. ca. 0,80 DKK) pr. kWh, minimumslønnen udgjorde 4.80 USD (ca. 30 DKK) om dagen, efter en 33% forhøjelse i januar 2018. Regeringen har målsætning om, at sænke prisen til omkring det halve. Investering i solcellepaneler og batterier omtales som en mulighed for at øge såvel elektricitetsforsyning, som mulighed for mindre industrialisering. Solenergi kan producere 1.900 kWh per m2 om året, en knap 14 hektar stor solcellefarm kan producere 1 megawatt (1 million watt).

## Trafik
Myanmar har 76 flyvepladser, og 12 af dem har en over tre kilometer lang landingsbane.
Landet har mere end 4.000 kilometer jernbaner.
Vigtige havnebyer er Rangoon, Akyab og Mawlamyine.
Turister tvinges til at ankomme til landet med fly, da man ikke kan få visum til landet, hvis man ikke ankommer til landet over grænsen til Kina.
Det er muligt at komme fra Thailand til Myanmar over land (2016).

## Kultur

### Helligdage
- Uafhængighedsdag: 4. januar (1948)
- Unionssammenslutning: 12. februar (1947)